# Salon du timbre
 (juin 2021).
Le Salon du timbre est une manifestation philatélique biennale créée en 2004. Elle est organisée au mois de juin, au parc floral, dans le bois de Vincennes, à Paris.

## Organisation
Ce salon est organisé par La Poste française via Phil@poste (Service national des timbres-poste et de la philatélie avant mars 2006). Ce service est chargé depuis 1989 de préparer, produire et diffuser les produits philatéliques de La Poste. Phil@poste est aidé par l'Association pour le développement de la philatélie (ADP), regroupant les acteurs de la philatélie française tous présents dans les activités du salon.
Dans le hall de la Pinède (plus de 10 000 m²) du parc floral de Paris, le salon accueille tous les éléments d'un salon philatélique habituel :
- les expositions réalisés par des collectionneurs et qui participe à un concours organisé par la Fédération française des associations philatéliques (FFAP),
- des expositions et activités d'initiation à la collection de timbres-poste destinés au grand public et aux enfants,
- un espace commercial où sont présents un bureau de poste, des négociants et marchands de timbres et des administrations postales étrangères.

Dans la hiérarchie des salons philatéliques parisiens (en surface, nombre de stands et durée), le Salon du timbre se situe entre Philexfrance, exposition mondiale organisée tous les dix ans, et le Salon philatélique d'automne organisé en novembre par la Chambre française des négociants et experts en philatélie (CNEP).

## Les salons

### Salon précurseur
Du 15 au 24 octobre 1994, La Poste organise un Salon européen des loisirs du timbre. Il a déjà lieu au parc floral du bois de Vincennes. Son annonce a lieu avec l'émission de deux blocs-feuillets dessinés par Pierrette Lambert, et dont les timbres présentent des plantes de ce parc. Ces émissions annoncent ce que sera à partir de 2002 l'émission annuelle Jardins de France, dont les timbres sont repris sur un bloc spécial imprimé par l'Imprimerie des timbres-poste et valeurs fiduciaires (devenue Phil@poste Boulazac en 2006) pendant le salon.

### Le Salon du timbre 2004
En juin 2004, le premier Salon du timbre voit l'espace destiné au grand public consacré aux moyens de transport du courrier. Quatre sous-espaces sont installés au centre du hall de la Pinède : transport maritime, par rail, en automobile et en avion (ce dernier bénéficie de l'émission d'un timbre sur l'aviatrice Marie Marvingt).
85 000 personnes (dont 8 000 scolaires) ont visité ce salon et l'ensemble des activités du Salon 2004 a généré un chiffre d'affaires d'environ 5 millions d'euros.
La commissaire générale de ce salon est Joëlle Amalfitano, du SNTP.

### Le Salon du timbre et de l'écrit 2006
Le Salon du timbre et de l'écrit a lieu du 17 au 25 juin 2006. Le « et » est écrit sur le logotype sous la forme d'une esperluette (&) dans un cercle. La commissaire générale de ce salon est Joëlle Amalfitano, de Phil@poste.
L'espace grand public est divisé en deux grands thèmes : un « monde des voyages » où la philatélie illustre plusieurs paysages dans le monde et où des explorateurs et sportifs célèbres témoignent de leurs expériences ; et l'« univers de l'écrit et de la correspondance » avec des ateliers de calligraphie et d'art postal.
Onze émissions de timbres de France sont mis en vente anticipée sur le salon, pour un total de 43 timbres (inclus les timbres des blocs, dont le bloc spécial Jardins de France, et les treize feuillets illustrés « Opéras de Mozart » et « Open de France »). Deux de ces émissions sont conjointes avec l'Administration postale des Nations unies et l'Argentine. Pendant la durée du salon, trois timbres de distributeurs illustrés sont disponibles sur les machines LISA de La Poste : sur l'opéra Garnier, Mozart et des fruits tropicaux.
Le budget d'organisation de Phil@poste est de 4 millions d'euros. Il est visité par 103 700 personnes dont 18 000 scolaires.

### Le Salon du timbre et de l'écrit 2008
Le salon du timbre et de l'écrit a eu lieu au Parc Floral de Paris du 14 au 22 juin 2008.
Sur 22 000 m² le salon a accueilli plus de 100 000 visiteurs dont 18 000 scolaires.[réf. nécessaire]